# Патриарх Румынский
Архиепископ Бухарестский, Митрополит Мунтенский и Добруджийский, Наместник Кесарии Каппадокийской, Митрополит Унгро-Влашский и Патриарх Румынской Православной Церкви (рум. Arhiepiscopul Bucureştilor, Mitropolitul Munteniei și Dobrogei, Locțiitor al Tronului Cezareei Capadociei și Patriarhul Bisericii Ortodoxe Române) — официальный титул предстоятеля Румынской православной церкви.
Титул наместника Кесарии Каппадокийской был пожалован митрополиту Унгро-Валахийскому Григорию II патриархом Софронием II 10 октября 1776 года.
Румынская церковь — одна из молодых, и в диптихе церквей стоит восьмой между Сербской и Болгарской. Румынская церковь была провозглашена патриархатом 4 февраля 1925 года. Первым патриархом 1 ноября 1925 года стал Мирон (Кристя). Ныне престол занимает патриарх Даниил.
При обращении к патриарху употребляется титул «Ваше блаженство», при упоминании патриарха употребляется титул «блаженнейший».

## Патриархи
- Мирон (Кристя) (1 ноября 1925 — 6 марта 1939)
- Никодим (Мунтяну) (30 июня 1939 — 27 февраля 1948)
- Юстиниан (Марина) (6 июня 1948 — 26 марта 1977)
- Иустин (Моисеску) (19 июня 1977 — 31 июля 1986)
- Феоктист (Арэпашу) (16 ноября 1986 — 30 июля 2007)
- Даниил (Чоботя) (c 30 сентября 2007 года)